# De pijl (bouwwerk)
De pijl, het paviljoen van de civiele techniek of het paviljoen van de burgerlijke bouwkunde was een van de gebouwen opgericht voor Expo 58 in de Belgische hoofdstad Brussel. Het stelde het publiek de mogelijkheden voor van de betonindustrie uit die tijd.
Het was ontworpen door Jean Van Doosselaere, André Paduart met de hulp van Jacques Moeschal.
Aan de ene zijde lag een tentoonstellingsruimte, aan de andere de Pijl.
De Pijl had een lengte van 80 meter, en droeg een passerelle voor voetgangers die beide gebouwen verbond. De constructie werd in evenwicht gehouden door de koepelzaal. De belasting van het geheel werd gedragen door een grote voet, die in evenwicht gehouden werd met twee kleinere voeten. Onder het gebouw lag een landkaart van België met de belangrijkste verwezenlijkingen van de burgerlijke bouwkunde op een schaal van 1/3500. Uiteindelijk werd het niet meer onderhouden en werd het in 1970 opgeblazen om plaats te maken voor een parkeerterrein.

## Verwijzing in "Nero"
- In het Neroalbum De Pax-Apostel (1958) trekt Nero met een grammofoonplaat die de mensen vredelievend moet maken naar Expo 58. Hij klimt daarbij op de Pijl van de burgerlijke bouwkunde.

## Externe koppelingen
- la Flèche du Génie Civil